# Gérard Desmet
Gérard Desmet (* 29. Januar 1907 in Gits; † 22. März 1979 in Roeselare) war ein belgischer Radrennfahrer.

## Sportliche Laufbahn
Desmet war im Straßenradsport aktiv. Von 1933 bis 1938 war er Berufsfahrer. Das Rennen Kampioenschap van Vlaanderen gewann er 1932 und 1933. 1938 siegte er im Etappenrennen Tour du Sud-Ouest. 1933 kam er bei Bruxelles–Oupeye auf den 2. Platz. Dritter wurde er 1938 bei Paris–Angers und Paris–Belfort, 1939 im Circuit Franco-Belge und bei Paris–Nizza.
Im Giro d’Italia 1939 wurde er 50. In den Rennen der Monumente des Radsports war der 6. Platz im Rennen Lüttich–Bastogne–Lüttich 1927 sein bestes Resultat.